# 날쌘돌이
날쌘돌이(nimble)는 반지의 제왕에 등장하는 앤트 등장인물이다. 앤트 중에서 가장 빠르다고 알려져 있으며, 소설속에서 우루크하이들에서 도망쳐 나온 메리와 피핀을 앤트들의 회의가 진행할 때 숲속을 보여준다. 후에 아이센가드를 공격할 때 불에 맞아 큰 부상을 입었고, 그리고 그의 행적을 묘사되지 않았다.